# Adélaïde de Rheinfelden
Adélaïde de Rheinfelden, aussi connue sous les noms d'Adélaïde de Souabe et d'Adélaïde de Hongrie (en allemand : Adelheid), née vers 1065 et morte en mai 1090, est une reine consort de Hongrie par son mariage avec le roi Ladislas Ier de Hongrie.

## Biographie

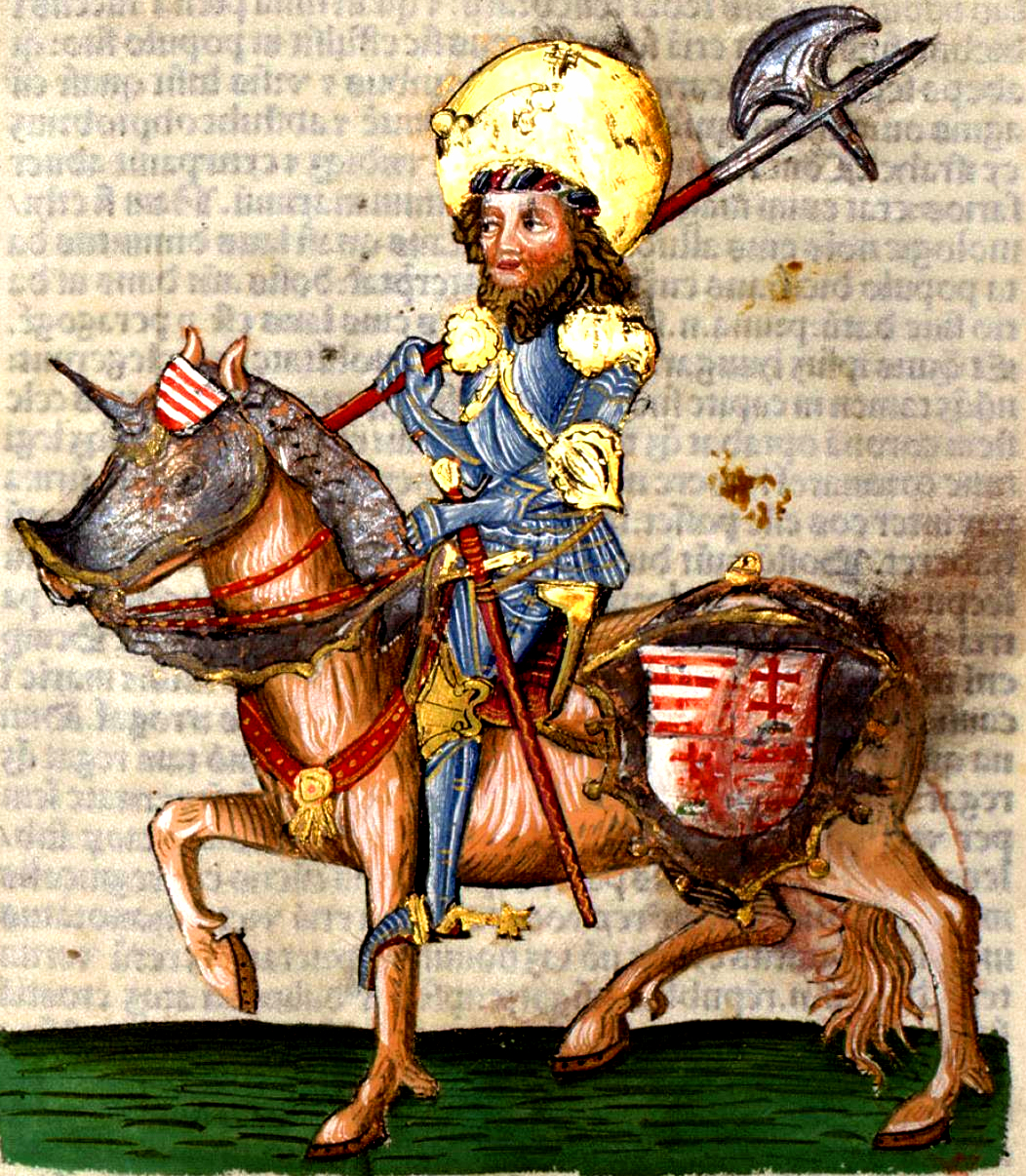
Saint Ladislas (Chronica Hungarorum).

Adélaïde est née vers 1065. Elle est la fille Rodolphe de Rheinfelden, duc de Souabe et antiroi du Saint-Empire romain germanique et de sa seconde épouse, Adélaïde de Savoie. Elle est la nièce de Berthe de Turin, épouse de l'empereur germain Henri IV et la sœur de Berthold de Rheinfelden.
Vers 1077 ou 1078, Adélaïde épouse Ladislas Ier de Hongrie, Saint Ladislas, de la dynastie Árpád. Ladislas apporte son soutien à Rodolphe dans sa bataille pour le trône contre l'empereur Henri IV. En 1079, la mère d'Adélaïde meurt, suivie en 1080 par son père, qui meurt lors de la Bataille de Hohenmölsen.
En 1081, le Pape Grégoire VII écrit à Adélaïde pour la prier d'encourager son époux à soutenir les monastères et à se montrer généreux envers les pauvres et les faibles.
Adélaïde meurt en mai 1090.

## Descendance
Adélaïde a deux enfants:

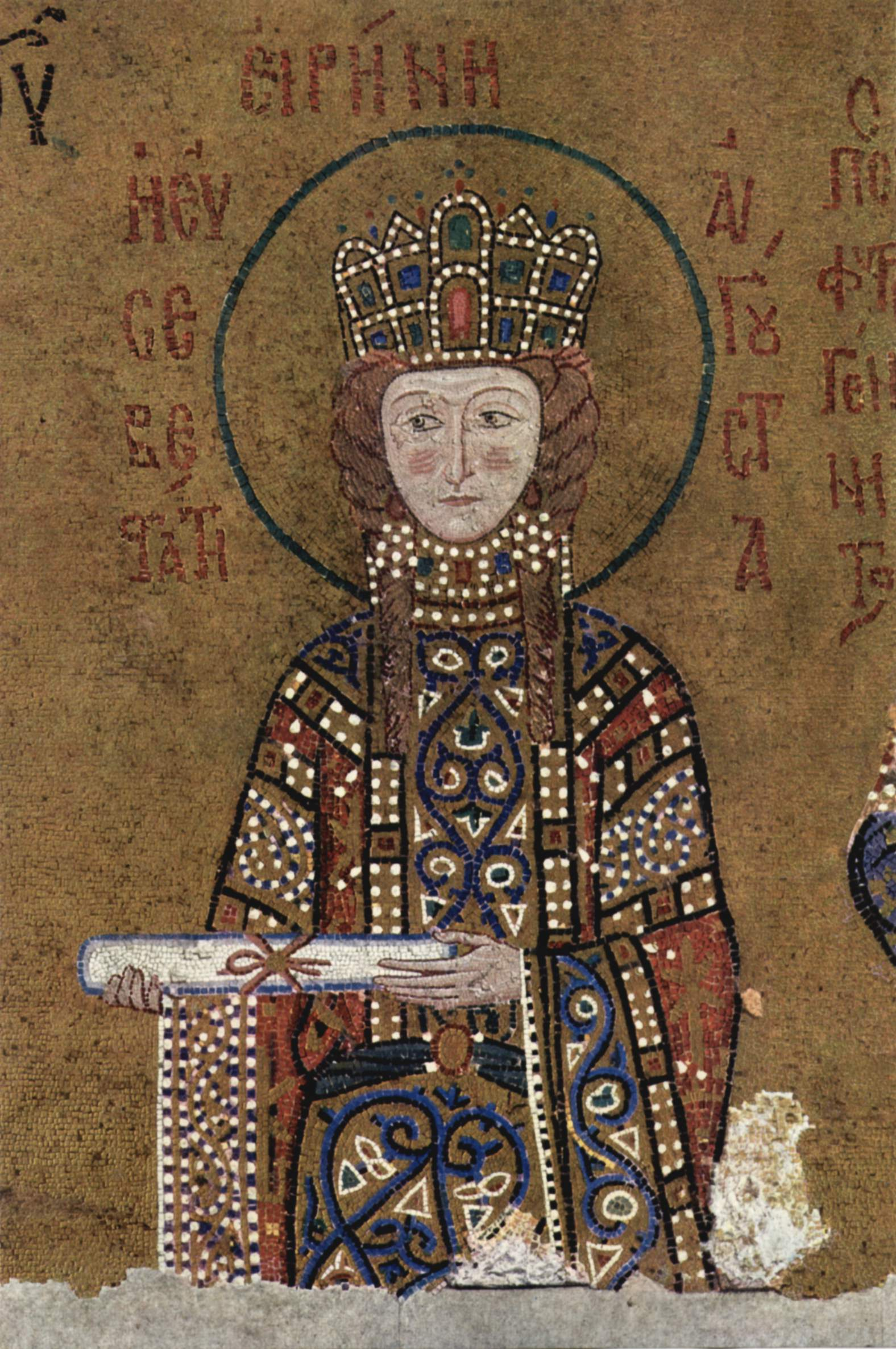
Portrait de Sainte Irène, fille d'Adélaïde.

- Irène de Hongrie, Sainte Irène pour l'Église orthodoxe, née vers 1080 et morte le 13 août 1134, épouse de Jean II Comnène, empereur de Byzance[1] ;
- Une fille dont on ignore le nom comme les dates de naissance et de décès, épouse du prince Yaroslav de Tourov et Pinsk[5].

Elle n'aura pas de fils. Son mari n'en ayant pas eu d'une précédente union et ne s'étant pas remarié après la mort d'Adélaïde bien qu'il lui ait survécut 5 ans, il meurt donc sans héritier mâle, c'est pourquoi c'est son neveu Coloman, le fils de son frère aîné et prédécesseur sur le trône Géza Ier de Hongrie, qui lui succède.

## Héritage

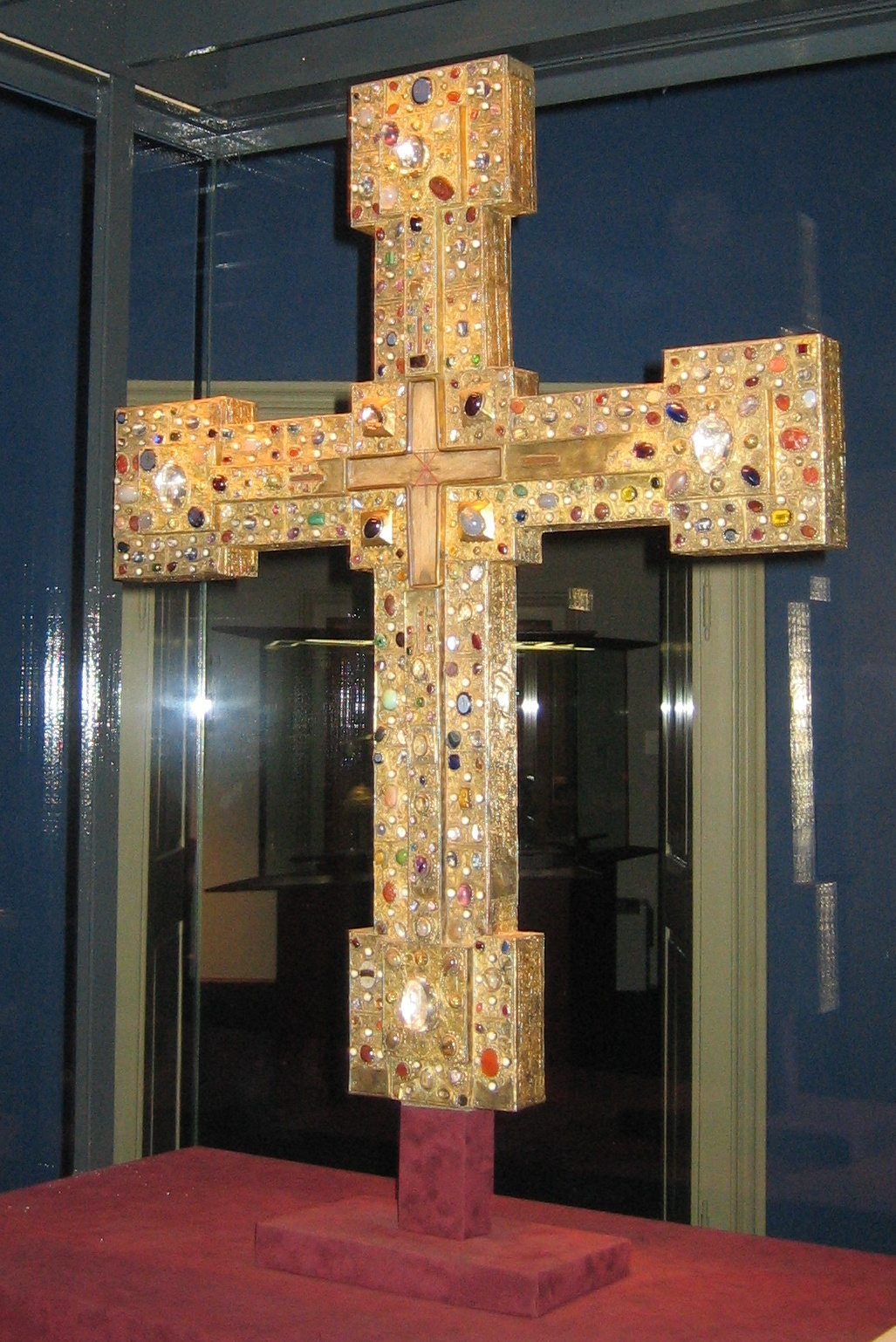
La Croix d'Adélaïde.

Selon le Liber constructionis monasterii ad S. Blasium (Livre de la construction de l'Abbaye Saint-Blaise) et le Liber Originum Monasterij Sancti Blasij (Livre des origines de l'Abbaye Saint-Blaise), elle aurait reçu de son beau-frère Géza Ier un fragment de la Vraie Croix, qu'elle offre à l'Abbaye Saint-Blaise à l'occasion des funérailles de sa mère qui s'y déroulèrent en 1079, la Croix d'Adélaïde. Elle fait le vœu d'y être enterrée également, ce qui semble être le cas, selon les recherches effectuées par Martin Gerbert, prince-abbé de Saint-Blaise au XVIIIe siècle. 